# Karmazyn atlantycki
Karmazyn atlantycki, karmazyn pospolity, karmazyn (Sebastes norvegicus) – gatunek morskiej ryby promieniopłetwej, skorpenokształtnej z rodziny Sebastidae i grupy ryb określanych jako „karmazyn”. Cechuje go krwistoczerwone ubarwienie ciała, duże oczy, ciało bocznie spłaszczone. Szczotkowate, drobne zęby znajdują się na szczęce, w żuchwie brak jakichkolwiek zębów. Pokrywa skrzelowa z kolcami i cierniami. Osiąga maksymalnie metr długości (chociaż zwykle osiąga znacznie mniejsze rozmiary, ok. 45 cm, przy czym zdolność do rozrodu osiąga przy długości 38 – 41 cm), wagę 15 kg i potrafi żyć do 60 lat. Gatunkami podobnymi do tego mogą być karmazyn mentela (S. mentella) lub karmazynek (S. viviparus), jednak ten pierwszy żyje na głębszych wodach, ma duże oczy i  wyrostek na żuchwie, podczas gdy ten drugi jest mniejszy i ma nieco inny układ łusek między końcem płetwy odbytowej a linią boczną (od 11 do 13).
Karmazyn występuje w północnym Oceanie Atlantyckim: od Morza Białego, po wybrzeża zachodniej Norwegii, wody Spitsbergenu, Wysp Owczych, Szkocji oraz Islandii. Występuje wśród skał przy dnie oceanicznym, ale także w otwartej toni, na głębokości 30 – 200 m. Ryba ławicowa. Młode osobniki konsumują organizmy planktonowe, starsze preferują mniejsze ryby – śledzie, gromadniki. Zimą samice migrują do wód Lofotów, Islandii, Nowej Fundlandii, w celu urodzenia młodych; karmazyn jest rybą jajożyworodną.
Gatunek bardzo istotny gospodarczo (ryba konsumpcyjna).

## Taksonomia

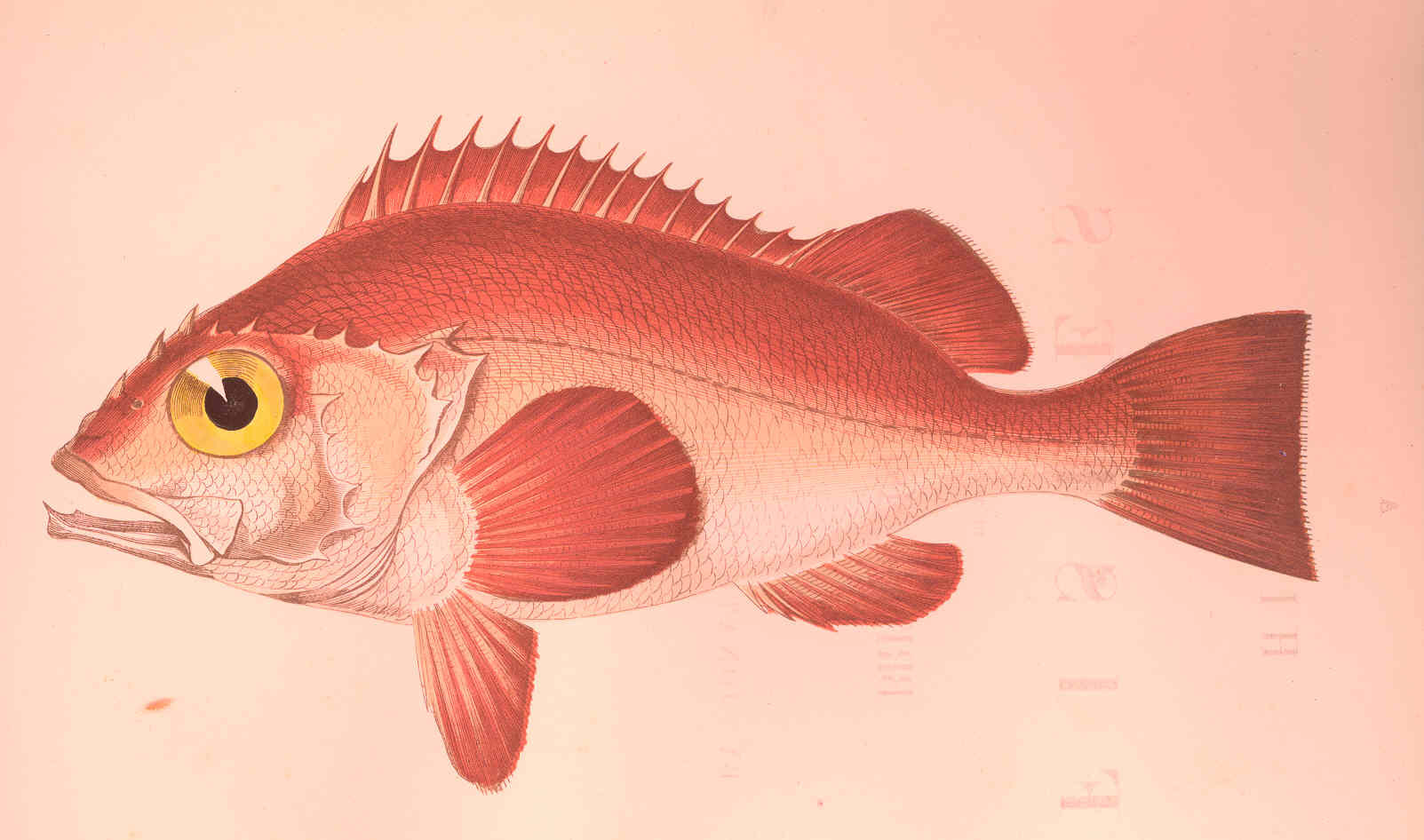
Ilustracja dołączona do książki History of the Fishes of the British Isles (1877) autorstwa Jonathana Couch

Gatunek formalnie został opisany według binominalnego nazewnictwa gatunków w 1772 roku przez Pedera Ascaniusa, pierwszy opis opublikowano w czasopiśmie „Icones rerum naturalium”. Początkowo karmazyn nazwany został Perca norvegica; holotyp nie jest znany, a jako miejsce typowe wskazuje się Norwegię. Nazwa Perca norvegica wprowadzona przez Ascaniusa została zastąpiona nazwą Perca marina, określeniem wprowadzonym przez Karola Linneusza w 1758 roku. Nazwa łacińska Sebastes marinus była popularnie używana w odniesieniu do tego taksonu, jednak w 1983 roku Fernholm i Wheeler przypuścili, że źródła opisu gatunku w 1758 r. odnosiły się do ryb z rodzaju Serranus, najprawdopodobniej strzępiela pisarza (Serranus scriba; strzępielowate). Mimo tego w literaturze nadal można spotkać karmazyna pod nazwą Sebastes marinus, a Międzynarodowa Rada Badań Morza (ICES) uznaje tę nazwę za prawidłową. Również inne nazwy, takie jak Sebastes heltzeni, wydają się być synonimiczne wobec Sebastes norvegicus. Obecnie gatunek klasyfikuje się w rodzinie Sebastidae, która w niektórych źródłach jest traktowana jako podrodzina skorpenowatych (Scorpaenidae). Taką systematykę proponuje m.in. Catalog of Fishes (CAS) Eschmeyera, ale także inne, starsze publikacje, zaś np. IUCN podnosi Sebastinae skorpenowatych do rangi rodziny. Pewne jest, że gatunek należy do rodzaju Sebastes, wykreowanego przez Georges'a Cuviera w 1829 roku, przy czym Sebastes norvegicus jest typem nomenklatorycznym rodzaju.
Nazwa „Sebastes” pochodzi z języka greckiego i można ją tłumaczyć jako „czcigodny”, „majestatyczny”, bądź „dostojny”. Natomiast epitet gatunkowy „norvegicus” odnosi się do miejsca typowego gatunku. Walbaum zasugerował w 1792 roku pisownię epitetu jako „norwegica”, co uznaje się obecnie za synonim. 
Wydaje się, że karmazyn atlantycki to gatunek kryptyczny. Pierwotnie w północnym Atlantyku stwierdzono 4 gatunki Sebastes, ale dzięki badaniom sekwencji mikrosatelitarnych zasugerowano, że wśród niezbadanych grenlandzkich wód mogą występować jak dotąd nieznane gatunki. Badania genetyczne zdają się ujawniać trzy gatunki bliźniacze traktowane dotąd jako Sebastes norvegicus. Autorzy badań nazywają te trzy populacje kolejno: Sebastes norvegicus – A, Sebastes norvegicus – B oraz Sebastes norvegicus – giants; u tych ostatnich dopatrzono się nawet różnic na tle fenotypowym, lecz u populacji A i B nie zidentyfikowano charakterystycznych żadnych morfologicznych cech diagnostycznych.
Badania filogenetyczne z 2008 na podstawie pracy Hyde & Vetter, 2007 sugerują, że karmazyn jest taksonem siostrzanym wobec karmazyna mentela (S. mentella). Poniżej zaprezentowano wyrywek kladogramu z pracy J. Hyde'a i współpracowników (2008):
|  | \| \| Sebastes fasciatus \| \| \| \| |
|  |                                      |
|  | Sebastes fasciatus                   |
|  |                                      |

|  | Sebastes fasciatus |
|  |                    |

|  | \| \| Sebastes fasciatus \| \| \| \| |
|  |                                      |
|  | Sebastes fasciatus                   |
|  |                                      |

|  | Sebastes fasciatus |
|  |                    |

|  | Sebastes norvegicus |
|  |                     |
|  | Sebastes mentella   |
|  |                     |

|  | \| \| Sebastes fasciatus \| \| \| \| |
|  |                                      |
|  | Sebastes fasciatus                   |
|  |                                      |

|  | Sebastes fasciatus |
|  |                    |

|  | \| \| Sebastes fasciatus \| \| \| \| |
|  |                                      |
|  | Sebastes fasciatus                   |
|  |                                      |

|  | Sebastes fasciatus |
|  |                    |

|  | Sebastes norvegicus |
|  |                     |
|  | Sebastes mentella   |
|  |                     |

|  | \| \| Sebastes viviparus \| \| \| \| |
|  |                                      |
|  | Sebastes viviparus                   |
|  |                                      |

|  | Sebastes viviparus |
|  |                    |

|  | \| \| Sebastes fasciatus \| \| \| \| |
|  |                                      |
|  | Sebastes fasciatus                   |
|  |                                      |

|  | Sebastes fasciatus |
|  |                    |

|  | \| \| Sebastes fasciatus \| \| \| \| |
|  |                                      |
|  | Sebastes fasciatus                   |
|  |                                      |

|  | Sebastes fasciatus |
|  |                    |

|  | Sebastes norvegicus |
|  |                     |
|  | Sebastes mentella   |
|  |                     |

|  | \| \| Sebastes fasciatus \| \| \| \| |
|  |                                      |
|  | Sebastes fasciatus                   |
|  |                                      |

|  | Sebastes fasciatus |
|  |                    |

|  | \| \| Sebastes fasciatus \| \| \| \| |
|  |                                      |
|  | Sebastes fasciatus                   |
|  |                                      |

|  | Sebastes fasciatus |
|  |                    |

|  | Sebastes norvegicus |
|  |                     |
|  | Sebastes mentella   |
|  |                     |

|  | \| \| Sebastes viviparus \| \| \| \| |
|  |                                      |
|  | Sebastes viviparus                   |
|  |                                      |

|  | Sebastes viviparus |
|  |                    |

|  | \| \| Sebastes fasciatus \| \| \| \| |
|  |                                      |
|  | Sebastes fasciatus                   |
|  |                                      |

|  | Sebastes fasciatus |
|  |                    |

|  | \| \| Sebastes fasciatus \| \| \| \| |
|  |                                      |
|  | Sebastes fasciatus                   |
|  |                                      |

|  | Sebastes fasciatus |
|  |                    |

|  | Sebastes norvegicus |
|  |                     |
|  | Sebastes mentella   |
|  |                     |

|  | \| \| Sebastes fasciatus \| \| \| \| |
|  |                                      |
|  | Sebastes fasciatus                   |
|  |                                      |

|  | Sebastes fasciatus |
|  |                    |

|  | \| \| Sebastes fasciatus \| \| \| \| |
|  |                                      |
|  | Sebastes fasciatus                   |
|  |                                      |

|  | Sebastes fasciatus |
|  |                    |

|  | Sebastes norvegicus |
|  |                     |
|  | Sebastes mentella   |
|  |                     |

|  | \| \| Sebastes viviparus \| \| \| \| |
|  |                                      |
|  | Sebastes viviparus                   |
|  |                                      |

|  | Sebastes viviparus |
|  |                    |

|  | \| \| Sebastes fasciatus \| \| \| \| |
|  |                                      |
|  | Sebastes fasciatus                   |
|  |                                      |

|  | Sebastes fasciatus |
|  |                    |

|  | \| \| Sebastes fasciatus \| \| \| \| |
|  |                                      |
|  | Sebastes fasciatus                   |
|  |                                      |

|  | Sebastes fasciatus |
|  |                    |

|  | Sebastes norvegicus |
|  |                     |
|  | Sebastes mentella   |
|  |                     |

|  | \| \| Sebastes fasciatus \| \| \| \| |
|  |                                      |
|  | Sebastes fasciatus                   |
|  |                                      |

|  | Sebastes fasciatus |
|  |                    |

|  | \| \| Sebastes fasciatus \| \| \| \| |
|  |                                      |
|  | Sebastes fasciatus                   |
|  |                                      |

|  | Sebastes fasciatus |
|  |                    |

|  | Sebastes norvegicus |
|  |                     |
|  | Sebastes mentella   |
|  |                     |

|  | \| \| Sebastes viviparus \| \| \| \| |
|  |                                      |
|  | Sebastes viviparus                   |
|  |                                      |

|  | Sebastes viviparus |
|  |                    |

## Występowanie i siedlisko
Gatunek północnego Oceanu Atlantyckiego; w zachodnim Atlantyku występuje od kanadyjskiego południowo-wschodniego Labradoru przez Grenlandię aż do New Jersey w USA; we wschodnim Atlantyku zamieszkuje wody Kattegatu, Morza Północnego, na północ do Spitsbergenu, południowej części Morza Barentsa na wschód po Nową Ziemię, bardzo rzadko spotykany jest w Morzu Białym, u wybrzeży Islandii i wschodniej Grenlandii. Spotykany także blisko Wysp Owczych i w zachodnim Morzu Bałtyckim.
Ryba oceanodromiczna. Osobniki młodociane występują w strefie przybrzeżnej: zatokach, fiordach blisko dna oceanicznego, do głębokości 50–350 m, podczas gdy dorosłe okazy występują w strefie nerytycznej, pływają także w pelagialu, na głębokości 30–200 m, według IUCN niektóre osobniki wyjątkowo zapuszczają się na głębokość 500 m, a według bazy danych FishBase ryba występuje na głębokościach od 100 do 1000 m, zwykle jednak od 100 do 500 m. Toleruje zakres temperatur od 3°C do 7°C.

## Morfologia

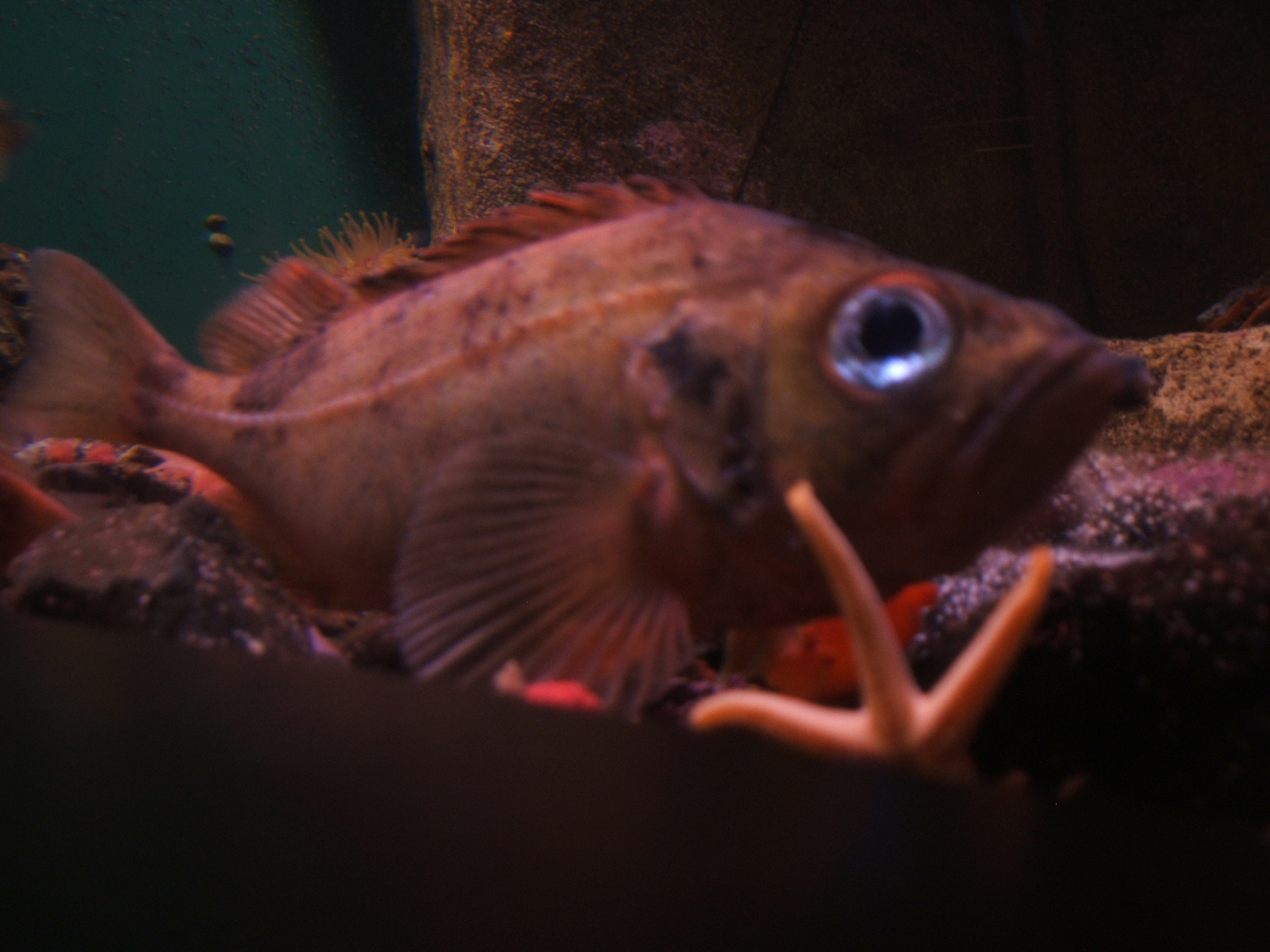
Karmazyn atlantycki w akwarium w Nowej Anglii

Standardową długością karmazyna pospolitego jest 45 cm, czasem 55 cm, maksymalna długość 100 centymetrów jest rzadko osiągana z powodu nadmiernej eksploatacji zasobów tego gatunku przez człowieka. Karmazyny mogą się rozmnażać w wieku powyżej 10 lat; mają wtedy 38–41 cm długości ciała. Niektóre osobniki karmazyna w przeciągu 15 lat osiągają długość 37 cm. Osiąga masę do 15 kg. 
Ciało bocznie spłaszczone, z dużymi oczami, co powoduje, że gatunek ten określany jest jako podobny do okonia. Cechą charakterystyczną gatunku jest intensywne ubarwienie łusek na grzbiecie, jasnoczerwone ubarwienie jamy gębowej i jasnoczerwone łuski na bokach ciała oraz brzuchu.
Otwór gębowy szeroki; na szczęce znajdują się małe, szczoteczkowate zęby, podczas gdy na żuchwie zębów brak. Pokrywa skrzelowa posiada liczne kolce, zaś na kości przedpokrywowej (praeoperculum) są mniejsze ciernie. Wzdłuż linii bocznej leży 80–90 łusek, pomiędzy końcem płetwy odbytowej a linią naboczną 16–21 ktenoidalnych łusek. Płetwa grzbietowa jest długa, wsparta dwunastoma–piętnastoma twardymi promieniami, następnie występuje wcięcie i dalej rozciąga się dalsza część płetwy podparta 11–13 miękkimi promieniami; płetwę odbytową wyróżniają 3 promienie twarde i 6–8 miękkich; płetwy piersiowe mają 1 cierń i 5 promieni miękkich. 
Gatunkami podobnymi do S. norvegicus są np. karmazyn mentela (S. mentella) lub karmazynek (S. viviparus). Karmazyn ten jednak różni się od k. mentela tym, że nie posiada wyrostka na żuchwie, ma mniejsze oczy i żyje na mniejszych głębokościach. Karmazynek natomiast od karmazyna pospolitego jest mniejszy, osiągając przeciętnie 20–30 cm, wzdłuż linii bocznej ma 70–80 łusek, a między końcem płetwy odbytowej a linią boczną znajduje się 11, czasem 13 łusek. 
Ten skorpenokształtny gatunek słynie ze swej długowieczności – część źródeł podaje jego maksymalny wiek na ponad 50 lat, a pojedyncze raporty mówią o maksymalnym wieku 60 lat czy nawet ponad 60 latach.

## Ekologia

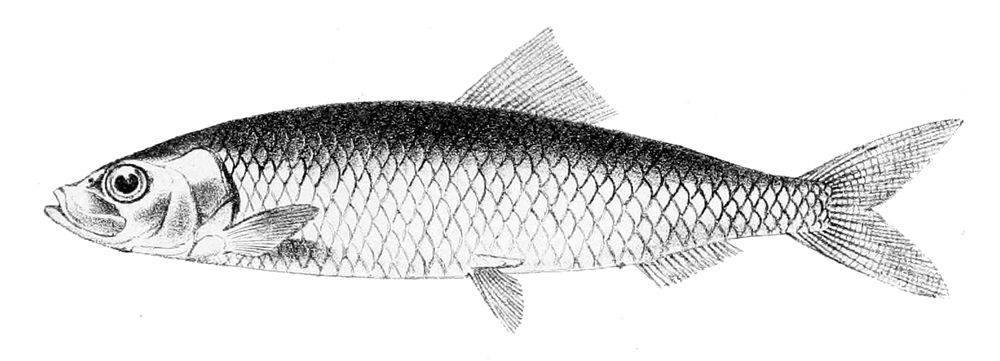
Śledź oceaniczny to jedna z ofiar karmazyna atlantyckiego

Ryba ławicowa przez całe życie. Zwykle wędruje na głębokich wodach.
Pierwsza specjalna praca na temat nawyków żywieniowych karmazyna na podstawie danych zebranych w latach 1934-1935 została opublikowana przez G.V. Boldovsky'ego (1944), ale badania te były mieszaniną danych dotyczących zachowań karmazyna pospolitego i k. mentela. Nieco później, w latach 70., zbadano dietę larw karmazyna atlantyckiego znad Wybrzeża Murmańskiego, a w roku 1989 naukowcy zbadali dietę dorosłych osobników w akwarium. A.V. Dolgov oraz K.V. Drevetnyak opisali dietę trzech gatunków karmazynów znad Morza Barentsa – karmazyna atlantyckiego, karmazyna mentela oraz karmazynka. Z badań wynika, że te karmazyny, w przeciwieństwie do k. mentela, odżywiają się w większości innymi rybami (64%). U tego gatunku największy procent całej diety stanowiły gromadniki (Mallotus villosus; 57,3%), w dalszym stopniu Euphausiidae (26.7%) z grupy szczętek, później niezidentyfikowane inne ryby (2,7%), śledzie (Clupea harengus; 2,6%), krewetki północne (Pandalus borealis; 2%), Hyperiidae (2%), odpady rybie i inne nieokreślone jedzenie (1,8%, 1,6%), widłonogi (1,5%), plamiaki (Melanogrammus aeglefinus; 1,3%) i w końcu najmniejszy procent zajęły kolejno: strzałki morskie (0,3%), żebropławy (0,2%), inne dziesięcionogi (0,1%), a nawet inne karmazyny (0,1%). Inne źródła mówią o zależności przyjmowania pokarmu: S. norvegicus zjada kryl latem i wiosną, śledzie i kapelany jesienią i zimą, podczas gdy żebropławy zwykle wiosną, razem ze szczętkami. Jeszcze inne publikacje twierdzą, że młode spożywają plankton, a dorosłe okazy głównie inne ryby. Również i powyższe badania zdają się wspierać ten schemat; osobniki osiągające mniej niż 25 cm polują na Euphausiidae, a okazy powyżej 35 cm polują na inne ryby.
Ryba ta także sama pada łupem innych zwierząt. Staje się ofiarą kałamarnic z gatunku Gonatus fabricii, ryb chrzęstnoszkieletowych: raj gwiaździstych (Raja radiata; rajowate), rekinów polarnych (Somniosus microcephalus; Somniosidae), ostronosów atlantyckich (Isurus oxyrinchus; lamnowate), ryb kostnych np. mieczników (Xiphias gladius; miecznikowate) oraz ssaków: kapturników morskich (Cystophora cristata; fokowate) i morświnów zwyczajnych (Phocoena phocoena; morświnowate).

## Tryb życia
Cechuje go żyworodność lecytotroficzna (jajożyworodność); gonady samcze i samicze nie dojrzewają w tym samym czasie. W północnej części Morza Barentsa trze się w październiku i listopadzie, źródła podają też, że karmazyn jako cała populacja trze się od późnego lata do wczesnej jesieni. Zimą samice migrują do stałych miejsc rodzenia młodych, które znajdują się we wschodniej Grenlandii, u wybrzeży Lofotów, Nowej Fundlandii i Islandii; zaobserwowano, że osobniki migrujące na terenach wschodniego szelfu grenlandzkiego osiągały przeciętnie 29–20 cm. Osobniki żeńskie do czasu dojrzenia ikry przechowują plemniki samców w swych jajnikach; zapobiega to przedwczesnemu zapłodnieniu jaj. Embriogeneza trwa jeden miesiąc, od marca do kwietnia. Pomiędzy kwietniem a czerwcem samice wydają na świat 50000–350000 sztuk narybku, wielkości 8 mm. Młode rosną stosunkowo wolno, 2–2,5 cm na rok.

## Status i znaczenie
Międzynarodowa Unia Ochrony Przyrody (IUCN) nie zdefiniowała globalnego statusu gatunku, jednak w swej bazie danych podaje status populacji europejskiej, który został ustanowiony w 2013 roku, a w 2015 opublikowany. Populacja europejska jest klasyfikowana jako narażona na wyginięcie, znajduje się w kategorii VU (Vulnerable). Liczebność nie została oszacowana, a trend populacji uznaje się za spadkowy. Gatunek ten ma powolne tempo wzrostu, osiąga dojrzałość w wieku około 12 lat, długość życia co najmniej 50 lat. Długość pokolenia szacuje się na 18–22 lata (oszacowano to na potrzeby HELCOM), jednak dane trendów biomasy SSB dla stad norweskich i islandzkich są dostępne tylko dla ostatnich 30–35 lat. Szacuje się, że populacja tego gatunku spadła o 40%, jeśli chodzi o biomasę SSB. Wiele przedstawicieli Sebastes jest mylonych z innymi gatunkami i istnieje potrzeba odpowiednich kluczy identyfikacyjnych.  
Sebastes norvegicus jest ważnym gatunkiem z punktu widzenia gospodarki morskiej, poławianym w dużych ilościach przez kutry rybackie z północnej Europy; całkowity połów S. norvegicus według raportu FAO w 1999 r. wyniósł 7264 ton, a terytorium o największych połowach były Wyspy Owcze. Czasami karmazyny atlantyckie są łapane omyłkowo (przyłów) podczas łowienia krewetek przez trawlery. Gatunek ten jest łowiony jako przyłów na łowiskach krewetek i jego wskaźniki przyłowów wynosiły 0,5% w latach 2006-2007, przy czym większość ryb była mniejsza niż 15 cm. Większość połowów S. norvegicus jest dokonywana w rejonie ICES Va (tzn. obszary znajdujące się pomiędzy długościami geograficznymi 11° i 27° W oraz szerokościami geograficznymi 62°–68° N – rejon ten obejmuje Islandię) i stanowi od 95 do 98% wszystkich wyładunków (od 1990 r.); od 90 do 95% połowów w rejonie Va jest dokonywanych przez trałowce poławiające karmazyna, pozostałe są przeprowadzane wykorzystując do tego celu sieci skrzelowe (Gillnetting), także denne (Longline fishing) i sieci do połowu homarca. W latach 2000–2011 średni roczny wyładunek wyniósł 40 000 ton (S. norvegicus w rejonie Va jest w niewielkim stopniu poławiany razem z S. mentella). 
Najważniejsze łowiska karmazyna pospolitego znajdują się w pobliżu południowo-zachodniej i zachodniej Islandii oraz Rosengarten (obszar między Islandią a Wyspami Owczymi), jednak połowy na tych obszarach spadły w ostatnich latach; połowy u wybrzeży wschodniej Grenlandii drastycznie się zmniejszyły w ciągu ostatnich kilku dekad; w 1976 roku średni roczny połów wynosił 60 000 ton i 15 000 ton do 31 000 ton w latach 1978–1983, ale spadł w latach 90. do poniżej 1000 ton rocznie.
Na Morzu Barentsa i Morzu Norweskim wszystkie ukierunkowane połowy są zamknięte w okresie od 20 grudnia do 31 lipca oraz we wrześniu, z wyjątkiem połowów metodą handlining. Ukierunkowane połowy włokiem są zabronione; istnieją również regulacje dotyczące minimalnej wielkości i procentu przyłowów z innych łowisk. Ponadto siatki sortujące są obowiązkowe w połowach krewetek w rejonie ICES XIVb (wschodnie wybrzeże Grenlandii) od 2002 r., a w rejonie Va od 1 września 1995 r. Międzynarodowa Rada Badań Morza zaleca, na podstawie środków ostrożności, aby połowy nie przekraczały 40 000 ton z Islandii i Wschodniej Grenlandii (podobszary V, VI, XII i XIV). Zarówno na Grenlandii, jak i Islandii połowy są regulowane przez całkowity dopuszczalny połów, a na Wyspach Owczych przez ograniczenia nakładu połowowego. Specjalny system został wdrożony w 1977 r. w celu uregulowania połowów młodych osobników S. norvegicus. System ten wskazywał, że jeśli ponad 20% połowów na pokładzie ma mniej niż 33 cm, wówczas niewielki obszar może zostać zamknięty na co najmniej dwa tygodnie. Takie szybkie zamykanie odbywało się średnio około trzy razy rocznie, ale skutki tego systemu nie były oceniane od 2001 r., jednak jeszcze w latach 1991–1995 szybkie zamykanie miało miejsce często i z tego powodu duże obszary na południowy zachód i zachód od Islandii są zamykane na stałe lub tymczasowo w celu połowu włokiem. ICES zaleca, aby połowy S. norvegicus na Grenlandii i Islandii nie przekraczały 51 980 ton.
Ryba konsumpcyjna. Można ją spożywać w postaci smażonej, upieczonej, zgrillowanej lub przygrzać w kuchence mikrofalowej, przy czym przyrządzić w ten sposób można świeżą albo zamrożoną. Znane są jednak zatrucia mięsem karmazyna (raporty o ciguaterze).